# Nuculana lanceta
Nuculana lanceta is een tweekleppigensoort uit de familie van de Nuculanidae. De wetenschappelijke naam van de soort is voor het eerst geldig gepubliceerd in 1968 door Boshoff als Leda lanceta.